# Paraleuctra zapekinae
Paraleuctra zapekinae är en bäcksländeart som beskrevs av Zhiltzova 1974. Paraleuctra zapekinae ingår i släktet Paraleuctra och familjen smalbäcksländor. Inga underarter finns listade i Catalogue of Life.